# Білий мисливець (фільм, 1936)
«Білий мисливець» (англ. White Hunter) — американський пригодницький фільм режисера Ірвінга Каммінгса 1936 року.

## Сюжет
Керівництво сафарі (Бакстер) наймає чоловік (Лосон), який був відповідальний за смерть його батька.

## У ролях
- Ворнер Бакстер — капітан Кларк Рутледж
- Джун Ленг — Тоні Варек
- Гейл Патрік — Гелен Варек
- Елісон Скіпуорт — тітка Фредеріка
- Вілфрід Лосон — Міхаель Варек
- Джордж Гесселл — Валентин Понсонбі-Сміт
- Ернест Вітман — Абді
- Форрестер Гарві — Пембрук
- Віллі Фанг — Вонг
- Олаф Гайттен — Бартон
- Ральф Купер — Алі
- Вілл Стентон — Гаррі